# Google Meet
Google Meet (còn gọi là Hangouts Meet) là một dịch vụ liên lạc qua video do Google phát triển thường dùng cho các cuộc họp hoặc hội nghị truyền hình qua mạng internet trực tuyến. Đây là một trong hai ứng dụng thay thế cho Google Hangouts, ứng dụng còn lại là Google Chat.

## Lịch sử

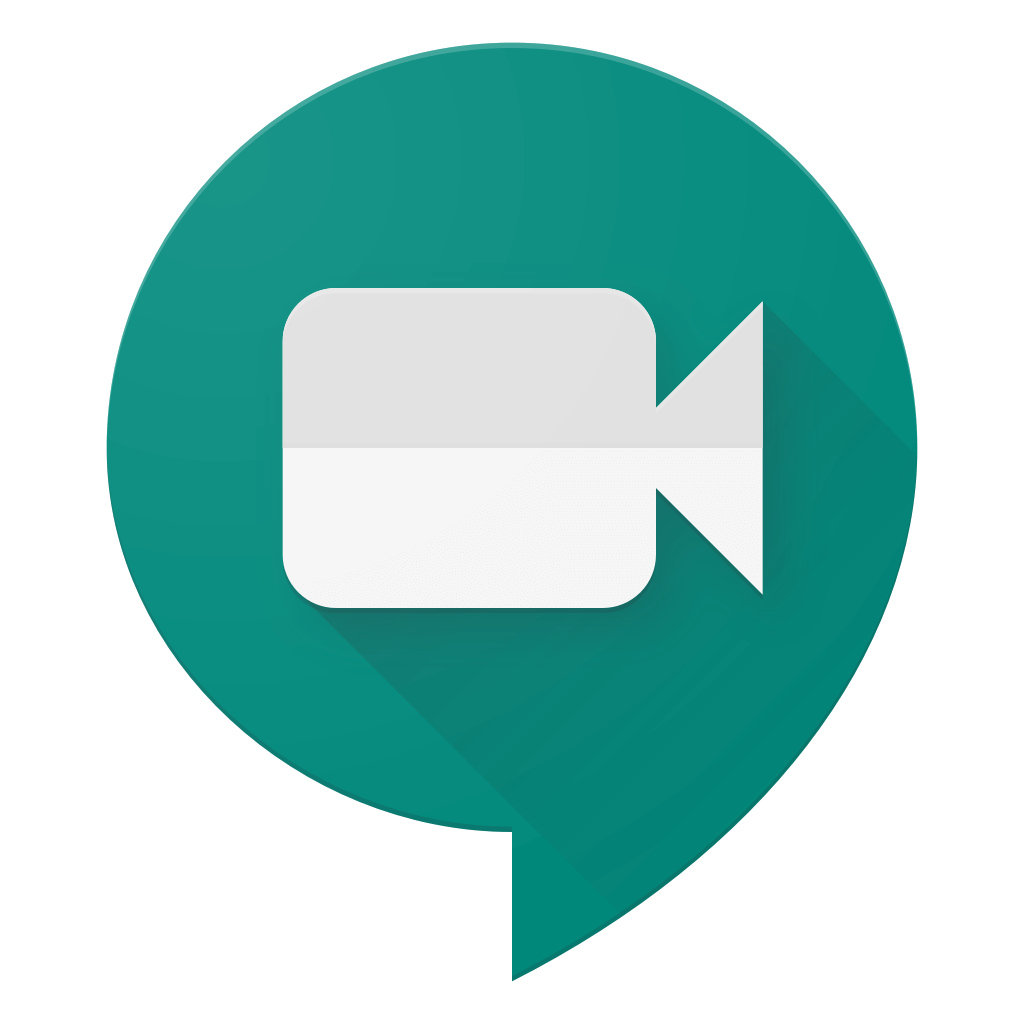
Biểu trưng của Google Meet được sử dụng từ tháng 3 năm 2017 đến tháng 10 năm 2020

Sau khi được phát hành trên iOS vào tháng 2 năm 2017, Google đã chính thức ra mắt Google Meet vào tháng 3 năm 2017. Dịch vụ này được công bố là một ứng dụng họp mặt trực tuyến, và được coi là một ứng dụng thân thiện với doanh nghiệp phiên bản của Hangouts. Nó đã ra mắt với một ứng dụng web, một ứng dụng Android, một ứng dụng Symbian và một ứng dụng iOS.
Mặc dù Google Meet đã giới thiệu các tính năng để cải tiến ứng dụng Hangouts ban đầu, nhưng một số tính năng tiêu chuẩn của Hangouts đã bị loại bỏ. Số lượng nguồn cấp dữ liệu video cùng một lúc cũng giảm xuống còn 8 (trong khi có thể hiển thị tối đa 4 nguồn cấp dữ liệu theo bố cục "ô xếp"), ưu tiên những người tham dự gần đây nhất đã sử dụng micrô của họ. Ngoài ra, các tính năng như hộp trò chuyện đã được thay đổi để cung cấp các nguồn cấp dữ liệu video, thay vì thay đổi kích thước. Hangouts dự kiến sẽ ngừng hoạt động vào nửa đầu năm 2021.
Trong đại dịch COVID-19 năm 2020, việc sử dụng ứng dụng Google Meet đã tăng lên 30% trong khoảng thời gian từ tháng 1 đến tháng 4 năm 2020, với 100 triệu người dùng mỗi ngày truy cập Google Meet, so với 200 triệu lượt sử dụng Zoom tính đến tuần cuối cùng của tháng 4 năm 2020. Google đã tạm ngưng giới hạn 60 phút thông thường cho các tài khoản chưa thanh toán.

## Tính năng
Các tính năng của Google Meet bao gồm:
- Cuộc gọi âm thanh và video hai chiều và đa chiều với độ phân giải lên đến 720p
- Một cuộc trò chuyện kèm theo
- Mã hóa cuộc gọi giữa tất cả người dùng[8]
- Bộ lọc tạp âm
- Chế độ ánh sáng thấp cho video giúp tự động tăng độ sáng của video từ máy ảnh
- Khả năng tham gia các cuộc họp thông qua trình duyệt web hoặc thông qua các ứng dụng Android hoặc iOS
- Tích hợp với Google Calendar và Google Contacts cho các cuộc gọi họp bằng một cú nhấp chuột
- Chia sẻ màn hình để trình bày tài liệu, bảng tính, bản trình bày hoặc (nếu sử dụng trình duyệt) các tab trình duyệt khác[8]
- Khả năng gọi vào các cuộc họp bằng cách sử dụng số điện thoại ở Hoa Kỳ
- Máy chủ có thể từ chối mục nhập và xóa người dùng trong khi gọi.[9]

Google Meet sử dụng các giao thức đặc biệt để mã hoá video, âm thanh và dữ liệu. Google đã hợp tác với công ty Pexip để cung cấp khả năng tương tác giữa Google Meet và phần mềm và thiết bị hội nghị dựa trên SIP/H.323.

### Tài khoản Google Workspace
Các tính năng dành cho người dùng sử dụng tài khoản Google Workspace bao gồm:
- Tối đa 100 thành viên mỗi cuộc gọi đối với người dùng Google Workspace Starter, tối đa 150 người dùng đối với người dùng Google Workspace Business và tối đa 250 người dùng đối với người dùng Google Workspace Enterprise[8][11][12][13]
- Khả năng gọi vào các cuộc họp mặt bằng số gọi điện từ các quốc gia đã chọn[8]
- Các số điện thoại được bảo vệ bằng mật khẩu dành cho người dùng phiên bản Google Workspace Enterprise
- Phụ đề chi tiết trong thời gian thực dựa trên nhận dạng giọng nói
- Làm mờ nền

Vào tháng 3 năm 2020, Google tạm thời mở rộng các tính năng nâng cao có trong phiên bản doanh nghiệp cho bất kỳ ai sử dụng phiên bản Google Workspace hoặc G Suite cho hoạt động giáo dục.

### Tài khoản Gmail
Vào tháng 3 năm 2020, Google đã triển khai Google Meet cho các tài khoản Google cá nhân (miễn phí).
Cuộc gọi Meet miễn phí chỉ có thể có một máy chủ lưu trữ và tối đa 100 người tham gia, so với giới hạn 250 người gọi đối với người dùng Google Workspace và giới hạn 25 người tham gia đối với Hangouts. Không giống như các cuộc gọi thương mại với Meet, các cuộc gọi của người tiêu dùng không được ghi lại và lưu trữ và Google tuyên bố rằng dữ liệu người tiêu dùng từ Meet sẽ không được sử dụng để nhắm mục tiêu quảng cáo. Mặc dù dữ liệu cuộc gọi được cho là không được sử dụng cho mục đích quảng cáo nhưng dựa trên phân tích về chính sách bảo mật của Meet, Google bảo lưu quyền thu thập dữ liệu về thời lượng cuộc gọi, người đang tham gia và địa chỉ IP của người tham gia.
Người dùng cần có tài khoản Google để thực hiện cuộc gọi và giống như người dùng Google Workspace, và bất kỳ ai có tài khoản Google đều có thể bắt đầu cuộc gọi Meet từ trong Gmail.
Sau tháng 3 năm 2021, mỗi cuộc họp miễn phí sẽ được giới hạn trong 60 phút.

## Phần cứng
Vào tháng 5 năm 2020, Asus đã công bố phần cứng hội nghị truyền hình được thiết kế để sử dụng với Google Meet trong cài đặt phòng hội nghị, bao gồm máy tính mini "Meet Compute System", máy ảnh và micrô.
Vào ngày 15 tháng 9 năm 2020, Google đã ra mắt Meet Series One, hợp tác với Lenovo, bao gồm Hệ thống Meet Compute với Edge TPU, "Máy ảnh thông minh", "Thanh âm thanh thông minh" với tính năng giảm tiếng ồn và lựa chọn điều khiển từ xa hoặc màn hình cảm ứng hỗ trợ Trợ lý Google.